# Liste der thrakischen Stämme
Die folgende Liste enthält analog der Liste keltischer Stämme, oder der Liste antiker iranischer Volksstämme, die ca. 90 Stämme der Thraker (noch unvollständig), die bei den antiken Autoren bekannt waren.
1. Akrokomai (acrocomai)
2. Agriani (Westthrakien, zwischen den Gebirgen Hämus und Rhodopen)
3. Apsinthi (an der Ägäis, Stadt Apsynthus)
4. Asti (Asten) – (zwischen den Gebirgen Strandzha und Hämus, Stadt Cypsella)
5. Bastarni (Bastarner, auch Peukiner) ein ostgermanischer Stamm (also keine Thraker), in Moldau, nach Tacitus in den Karpaten, belagerten Olbia
6. Beni (benni) – (am Fluss Hebros)
7. Besi (Bessen, Besser) – (Stadt Bessapara, Uskudama, südliche Rhodopen) Oberlauf der Mariza (Hebros), bei Plowdiw und Pasardschik
8. Bizalti (Bisalten) – (am Unterlauf des Strymon, bis zum Hellespont)
9. Bistones (Bistoner, Bistonen) – (an der Ägäis, zwischen den Flüssen Nestos und Hebros)
10. Bithynier – (in Bithynien, Kleinasien, siehe auch: Thynen, Tini)
11. Brigi (Brygi) – (Reste der Phrygi in Südmakedonien, die von hier aus nach Kleinasien zogen, möglicherweise nicht thrakisch)
12. Brizi
13. Carpii – Daker, die östlich der römischen Provinz Dacia lebten.
14. Bottiaier – ursprünglich an der Bucht von Therme (Thermaischer Golf) bei Thessaloniki, seit dem 7. Jahrhundert v. Chr. auf Chalkidiki, gründeten Olynth
15. Daker – der größte und nördlichste thrakische Stamm
16. Denteleti (danthaletai, Danthaleten) – (am Oberlauf des Strymon, im heutigen Südwest-Bulgarien, nahe Kjustendil)
17. Dengeri
18. Deroni – (in Südwest-Thrakien)
19. Derzai (dersai) – (an der Nordküste der Ägäis)
20. Diji (im Rhodopa-Gebirge)
21. Diobesi (Bergstamm)
22. Dolonci (Dolonker) (abstammend von den Bithyni und Thyni, Halbinsel Gelibolu)
23. Drozi (zwischen den Flüssen Nestos und Hebyr bis zur Ägäis)
24. Edoni (Edonen, Edoner, Stadt Amphipolis, Südwest-Thrakien und Makedonien siehe auch: Lykurg, König der Edoner)
25. Eleti
26. Eneti (veneti) – (wahrscheinlich Illyrischer Stamm zwischen den Dardani und Tribali, wanderten nach Klein-Asien aus, wo sie den Stamm Paphlagoni gründeten, siehe auch: Veneter (Adria))
27. Geti (Getai) – (in Nordost-Thrakien, beiderseits der Donau, mit den Dakern verwandt)
28. Hipsalti
29. Iskiten (wohl ein altes Turkvolk)
30. Ismari (Ismarier=Kikonen, laut Ovid um das antike Maroneia/Ismarios, zwischen Strymon und Nestos)
31. Kaeleti (koeleti) – (am Fluss Hebros bis zur Ägäis)
32. Kaeni (caeni) – (bei Cypsella, am Schwarzen Meer)
33. Kabileti (kabyleti) – (Stadt Cabyle, Kabyle nahe Jambol)
34. Kabiri (kaberoi) – (auf der Insel Samothrake, auch mythisch, Kult auf Lemnos, siehe auch: Aischylos)
35. Karbilezi
36. Kari (Karer) – (lebten im heutigen Nordost-Bulgarien, wanderten nach Klein-Asien aus und gründeten die Provinz Karia)
37. Kaukauni
38. Kikoni (cicones, Kikonen, Kykonnen, Kikkonen) – (am Hellespont, zwischen den Flüssen Nestos und Hebros, Hafenstadt Ismaros, mit den Trojanern verbündet, halten sie Odysseus bei der Abfahrt von Troja auf)
39. Koilaleti
40. Koreli (korali) (bei Cypsella, östlicher Teil des Hämus-Gebirges)
41. Korpiali (corpilli) – (an der Propontis bis zum Bosporus)
42. Krestoni (Krestonen) – (Nord-Ägäis-Küste bis zum Hellespont, zwischen Strymon und Axios)
43. Krobyzen (in Moesien, Nordwest-Thrakien)
44. Laiai (am Fluss Strymon)
45. Liki
46. Maduateni (bei Cypsella)
47. Magneti (Magneter) – bewohnten die thessalische Halbinsel Magnesia (Thessalien)
48. Maioni (siehe auch: Maioten = sarmatischer Stamm)
49. Medi (maedi) – (Südwest-Thrakien, am Fluss Strymon)
50. Melanditi (Melanditen)
51. Migdoni (mygdoni) – (zwischen den Städten Pella und Amphipolis, den Flüssen Strymon und Axios (Echedorus), Migdon war auch ein vorgeschichtlicher König in Phrygien, um 1200 v. Chr.)
52. Moesi – (Nordwest-Thrakien, Moesien zwischen dem Hemus-Gebirge und der Donau)
53. Myser – (Nordwesten von Kleinasien). Überliefert von Herodot[1] und Strabon[2]
54. Nipsäi (Nipsäer, Nipsier) – thrakischer Stamm, Nachbarn Messembrias/Nessebar und östliches Balkangebirge
55. Odrisi (oder Uscudama) – (Ost-Rhodopen, um Adrianopolis, an den Flüssen Arda, Tonsos, Hebros, Nestos, Strymon und Erkene) gründete um 470 v. Chr. das Odrysenreich
56. Odomanti (Odomanten) – thrakischer Stamm am Unterlauf des Strymon
57. Paioni (paeoni) – (Päonen, zwischen West-Thrakien und Illyrien, am Fluss Axios, wohl illyrisch, teils mit Thrakern vermischt, wurde von den Makedoniern vertrieben bzw. assimiliert)
58. Paiopler – ebenfalls weiter nördlich
59. Paiti (an der Ägäis, östliche Nachbarn der Bistoni)
60. Paphlagoni (Paphlagonien in Kleinasien, ein Teil Phrygiens Nachkommen der Eneti)
61. Peukiner (siehe Bastarni, Moldawien, später südlich der Donau)
62. Phragondi (zwischen den Strymon und Nestos)
63. Phrygi
64. Prianti
65. Pirogeri (pyrogeri)
66. Pierer (Pierier, Pierien, Pieria-Thraker) – thrakischer Stamm in Südmakedonien um den Olymp und den Pierus-Berg, Heimat des Orpheus und der Musen, südlich des Pieria-Gebirges (Vorher von Pelasgern bewohnt). Gründeten am Nordfuß des Olympmassivs die Polis Dion. Ihr erster Führer war Pieros.
67. Sabii (sabis)
68. Samai (östlich des Flusses Hebros)
69. Sapai (saepai) – (zwischen den Städten Abdera und Adrianopolis)
70. Satri (Satren) – (in den Süd-Rhodopen, Pangaiongebirge bis zur Ägäis-Küste)
71. Seleti (selleti) – (Nordost-Thrakien, zwischen dem Hemus-Gebirge und dem Fluss Panysos)
72. Serdi (sardi) – (Serden im heutigen Sofia-Tal, Stadt Serdica, siehe auch: Sardes in Lydien)
73. Sigini (syginni) – (im Nordwesten, nördlich der Donau)
74. Sinthi (Nachbarn der Paioni)
75. Skordiski (Skordisker) (eigentlich Kelten in Moesien, Nachbarn der Moesier)
76. Synthi (saii) – (auf den Inseln Lemnos und Chalkidike/Sinthonia, eventuell die iranischen Saii)
77. Thasier (auf der Insel Thasos und dem gegenüberliegenden Festland, siehe auch: thasische Peraia)
78. Terici (im Nordosten)
79. Tini (thyni, Thynier) – (um Salmydessos, zwischen Byzanthion und İzmit, am Fluss Strymon, sie wanderten im 8. Jahrhundert v. Chr. nach Kleinasien aus, wo sie Bithynia gründeten, siehe auch Bitini)
80. Tranipsi (Tranipsen)
81. Trauzeri (in den Süd-Rhodopen)
82. Treri (West-Thrakien, am Fluss Iskyr/Oescus, bei Serdica)
83. Tribali (triballi, Triballer) – (zuerst lebten sie am Oberlauf des Margus-Flusses (Morava), später im Nordwesten von Thrakien, in Moesia zwischen den Flüssen Margus und Istros)
84. Trilatai (West-Thrakien, am Fluss Iskyr, Oescus)
85. Tyragetae (Geten, entlang des Flusses Tyras/Dnister)
86. Uekri
87. Usdicezi (nordöstlich des Stammes der Beni, bis zum Hämus-Gebirge)
88. Veneti = Eneti
89. Vitini (in Nordwest-Kleinasien)